# Bihari György
Bihari György (1952 – 2020. szeptember 19.) magyar műfordító.

## Életpálya
Bihari György 1952. március 5-én született Budapesten. A Vörösmarty Mihály Gimnáziumban érettségizett, ahol olasz nyelvet tanult. Magánszorgalomból később angolul és spanyolul is megtanult. Megfordult Kubában, Mexikóban, többször Nagy-Britanniában, Olaszországban. Erősen kötődött az amerikai őslakók, illetve a japán kultúrához.
1981 óta dolgozott a szakmában, eleinte főleg újságcikkeket, azután kisregényeket fordított az IPM magazinnak. 1988 óta kizárólag a fordításból élt. Elsősorban olasz és angol nyelvből fordított. Felesége Sóvágó Katalin volt, aki szintén műfordító; mind fordításban, mind pedig lektorálásban együtt dolgoztak. Bihari volt Stephen King, Patrick Rothfuss, Christopher Paolini és Terry Brooks leggyakoribb magyar fordítója, de több híres sci-fi és fantasyregény magyar szövege is az ő nevéhez fűződött. 2020. szeptember 19-én hunyt el.

## Fontosabb munkái
- Lovecraft kisregények és novellák, amelyek a Lazi kiadónál gyűjteményes kötetekben jelentek meg.
- Stephen King: A Setét Torony sorozat (I–VII.), Rémület a sivatagban, A rendcsinálók, Nem jön szememre álom, A halálsoron, Atlantisz gyermekei, Végítélet (regény), A Fekete Ház, Duma Key, Az írásról, A mobil, Az intézet
- Richard Bachman (Stephen King) : A menekülő ember , Blaze (regény)
- Christopher Paolini: Eragon I-III
- Tad Williams: Másvilág I-III
- John Dickie: Cosa Nostra
- Thomas Harris: Hannibal (regény), Hannibal ébredése
- David Gutterson: Hó hull a cédrusokra
- Nicholas Evans: A csapda
- Michael Jordan: Kelet bölcsessége (feleségével közösen fordította)
- Conn Iggulden: Imperátor I-III
- Etruszkok és rómaiak
- A múlt világjárója: rendhagyó történelemkönyv, Egyiptom, Athén, Róma, ez utóbbiak olasz eredetiből készültek.
- Patterson: És jött a pók
- Frederic Forsythe: A közvetítő
- Trevanian: Shibumi
- Ladislaus Löb: Megvásárolt életek
- Patrick Rothfuss: A szél neve
- David Grann: Eldorádó
- Derek Wilson: Szentpétervár megálmodója
- Ken Follett: A titánok bukása (feleségével közösen fordította)
- Kayla Cluver: A vérző hold örökösei
- Clare Longrigg: A főnökök főnöke
- Conn Iggulden: Pusztai farkas
- Mark Logue-Peter Conradi: A király beszéde
- Conn Iggulden: A nyíl urai
- Conn Iggulden: A hegyek csontjai
- Conn Iggulden: Az ezüst birodalom
- Robert A. Heinlein: A Hold börtönében
- Orson Scott Card: Végjáték
- Patrick Rothfuss: A bölcs ember félelme
- John Stephens: A smaragd atlasz
- John Dickie: Vértestvériségek
- Conn Iggulden: Harcos, tudós, testvér
- Cayla Kluver: A legenda fogságában
- Ken Follett:  A megfagyott világ
- J.K. Rowling: Átmeneti üresedés
- Kik Hamilton: Tündérgyűrű
- Jodi Picoult: Egyszerű igazság
- John Stephens: A tűz krónikája

Ezen felül különböző gyűjteményes kötetekben jelentek meg Poe és Asimov fordításai is. Dolgozott az IPC, Európa, Magvető, Athenaeum, Maecenas, Lazi, Dain, Szukits, Fabula, Új Vénusz, Gabó kiadóknak.
Összes publikáció száma: 106

## Társasági tagság
- Műfordítók Egyesülete